# Hybanthus sylvicola
Hybanthus sylvicola är en violväxtart som beskrevs av Paul Carpenter Standley och Steyerm.. Hybanthus sylvicola ingår i släktet Hybanthus och familjen violväxter. Inga underarter finns listade i Catalogue of Life.